# Манес, Вацлав
Вацлав (Венцель) Манес (чеш. Václav Mánes; 1793 — 31 января 1858, Прага) — чешский художник, педагог, профессор живописи, директор пражской Художественной академии.

## Жизнь и творчество
Представитель семьи живописцев Манесов.
Живописцами были старший брат Антонин Манес, племянники Йозеф, Гвидо и их сестра Амалия.
После трех лет, проведенных в школе пиаристов, в 1808 году поступил в пражскую Академию изобразительных искусств. Ученик Й. Берглера.
В 1829—1832 путешествовал по Италии, где стажировался и изучал работы старых мастеров. После возвращения в Прагу специализировался на сакральной живописи, которая принесла ему успех.
В 1835—1836 и 1840 руководил Пражской академией изобразительных искусств.
В. Манес — живописец-портретист, автор фигуративных композиций. Кроме создания алтарей для многих церквей Чехии, писал полотна на исторические темы, а также портреты бюргеров.

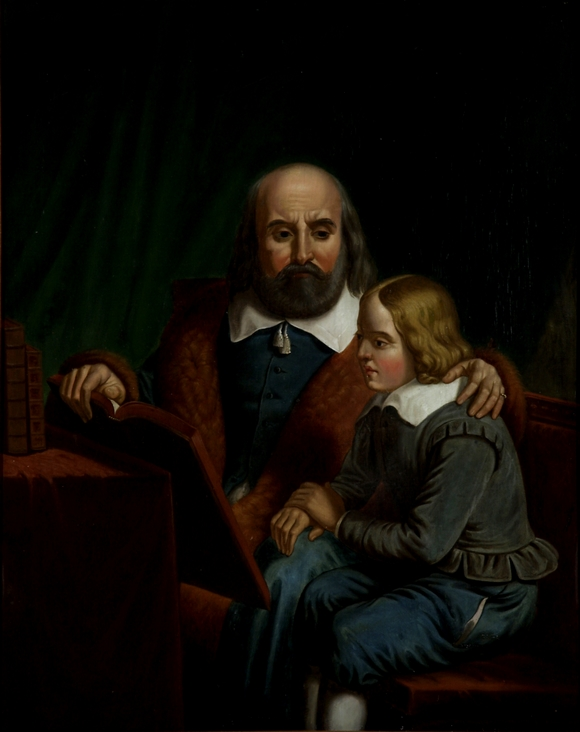
Мужчина с мальчиком